# トンネルの華子さん
『トンネルの華子さん』（トンネルのはなこさん）は、松田円による日本の4コマ漫画作品。

## 概要
中学校の通学路にある古いトンネル。そこに夏限定で現れるという地縛霊の華子さん。一見、幽霊とは思えない華子さんだが、悩みを話すとその悩みが解決するという。
華子さんを通じ、自身が持つ悩みと向き合い、少しだけ大人になる。トンネルを舞台とした華子さんによる学生達の夏の間の成長記録を描いたハートフルなコメディ4コマ作品。
『まんがタイムスペシャル』（芳文社）の2009年10月号に読みきりとして掲載されたがその後連載化。同じく『まんがタイムスペシャル』にて2010年4月号より2012年8月号まで連載された。

## 登場人物
特記ない限り、年齢等は初登場時のもの。
華子さん
古いトンネルに夏限定で出現する地縛霊。
多くの人が初見では幽霊と思わないくらいの姿。足がはっきり見えており、金髪で、眼鏡をかけ、着ている服も派手なもの。
非常に長い間幽霊をやっているが、自称「永遠の24歳」。
田舎かつ、テレビも無い環境だが、なぜか現在の事情を知っている反面、近所の建物や道が無くなっていることを知らなかった。
時速60kmの車を走って追いかける・地獄耳・周囲の天候を操れる・携帯電話にメールを送れるなど、人外に相応しい能力も多く有している。
また、行動範囲が限られており、トンネルの下の川まではギリギリ行ける。
困っている人・悩みを持っている人と、ごく幼い子供、それと霊感を持っている人にしか見えず、悩みが解決すると見えなくなってしまう。そのため、悩みを解決してもらった人はお礼を言えないことが多い。その一方で、その性格や情報の古さから全く解決に至らないことも多い。
地元の人の中には、ごく普通に華子が見える人もいる。
中原 茜
水泳部に所属の中学生。
幽霊に間違えられる等、自分に自信が持てない性格であったが華子と接することで明るくなり、それがきっかけで同級生・小西への恋を成就させた。後に二児の母となる。
ひとりっ子で、芯はしっかり者。
大沢 広海
高校2年生で、自転車で事故を起こした際に華子に助けられて以降、頻繁にトンネルに通うようになる。
集中力が無いことから勉強が嫌いで成績も悪く、夏休みは補習を受けていた。また、運動も得意ではない。
夏休みの課題で「華子さん」のレポートを書き、その時に村の人たちに取材をしたことがきっかけで自分がやりたい事を見つける。
悩みが解決したため、華子の姿は見えなくなってしまった。
後に、東京の大学に通う大学生、更に大学助手となり再登場した。専攻している民俗学の研究を兼ねて頻繁に帰省しており、毎年夏には姿こそ見えないものの、華子に話しかけるためにトンネルに通っている。
ある夏、一夫（後述）と共に華子の供養のために作られた石塚を探すうち、猫のハナコサン（後述）の霊に導かれ、トンネル脇の山林に埋まっていた石地蔵を発見する。
美人で頭のいい姉がいる。
芝田 ゆうじ
トンネルに猫を捨てに来た子。
その猫を飼いたかったのだが、複雑な愛憎劇があり飼うことができずにいた。
華子からのアドバイスによって父を説得し、無事その猫を飼うことができ「ハナコサン」と名付けた。
そしてハナコサンが天寿を全うした後、再びトンネルを訪れる。
高橋 ヒトミ
中学生三人娘の1人。
幽霊の存在を全く信じてはいないが、「二中水泳部の恋伝説」と呼ばれる「トンネルの幽霊に会って恋が成就した」話に食いつきトンネルを訪れる。
また、華子の姿が見え、会話もしているのだが、幽霊を信じていない上に思い込みが激しいため、華子のこともイリュージョニストだと思っている。
幼馴染の同級生男子のことが好きなのだが、なかなか素直になれず、結局「二中水泳部の恋伝説」は踏襲できないまま終わった。
愛子
中学生三人娘の1人。
トンネルの近くに住む少女で、「華子さん」に関するレポートを書いて学校に持って行ったことがある。
ヒトミとは小学校の頃からの幼馴染。
困っているわけでも、霊感があるわけでもないため、華子の姿が全く見えない。しかし、華子の存在は信じ、携帯電話を通じて会話をするようになる。
ひとりっ子。「ノコ」という従妹がいる。
大谷 絵理
中学生三人娘の1人。大人びた眼鏡っ娘。
胸のサイズに悩みを持っているためか、華子の姿を見ることができ、華子の体型に憧れる。高校に進学してもそれは変わらず、華子と直に会話できることを生かして広海の研究を手伝ったりもした。
そして華子の名乗る「24歳」が迫る年齢になっても、同様の体型になる夢は叶わなかった。しかし彼氏（後述）が出来たためか、中学生の頃よりは華子がずっと見えにくくなっている。
治と幸江
熟年夫婦。数十年前、その気もない各々、別の相手との見合い話を勧められて悩むうちにトンネルの前を通りがかって、お互いと、そして華子と出会った。
墓参中に治が、若い姿を取ったタミ（後述）の霊に気をとられたのがきっかけで、寺の石地蔵群が最近トンネル脇で見つかったものと似ていることに気づいた。
久美
地元の小学生。引っ越しが嫌で、トンネルに家出してきた。ボーイフレンドの遼を駆け落ちに誘うも「今夜は焼き肉だから」と断られた事情を華子に話したところ、「肉美」と呼ばれてからかわれる。
華子と母親のアドバイスに従い、ケータイ写真として村内の光景を撮り貯めて思い出を守り、新天地を前向きに受け入れる心構えをした。ついでに華子に、撮った村内の光景の変わりぶりを見せたところ、礼の言葉と共に久美自身の悩みはこれで解決できたため姿を消してしまった。久美から華子への感謝は告げられぬままに…。
大谷 一夫
絵理の兄で、郷里の村に戻り小学校教諭をしている25歳の青年。大柄だが泣き虫で気が小さく、仕事が上手くいかないことに悩んでいる。子供の頃、「華子さんのトンネル」で肝試しをしていて、竦む友達を放置して立ち小便をしていたところを華子に凄まれて失神してしまって以来、村中に「肝試し中に失神・失禁した少年」という評判が立ってしまった。
村に出没するひったくりを追いかけたところ、ひったくりはトンネルを通過直後に華子によって引き起こされた落雷で退治されてしまった。そして今度は村に「一夫がひったくりを捕まえた」という評判が立った。
その3年後、絵理と共に小学校の後輩だった広海の研究を手伝ううち、広海を好きになり、東京に戻る日に告白。後に結婚した。
小西 太郎
茜の長男。高校に進学して絵理と出会い、大人びた雰囲気に一目惚れし、交際を申し込んだ。なお、貧乳好みでもあり、その意味でも絵理を気に入っている。大学4年生時点では晴れて交際している模様。
タミ（旧姓・多田）
二中校長の母。若い頃は自称、村一番の美人。死の間際、昏睡している間に生霊として華子の前に現れ、60年余り前に先立った夫に相応しい姿を取りたいと相談を持ち掛けた。
平太
華子の死から2世代ほど後の人物。初恋の女性が実兄と結婚してしまうことへの悩みから華子が見えた。華子に近視を指摘された。
平太の方も華子の目つきの悪さに気づいていたので、その後華子が見えなくなった頃に眼鏡を供え、華子に供物として眼鏡を提供する先駆となった。
村の寺の住職
広海の研究に協力する。トンネルの地蔵を「華子さんを供養するために、寺の境内からご自分で歩いてこられたもの」と見做し、祠を建てた。

## 単行本
- 松田円『トンネルの華子さん』 芳文社〈まんがタイムコミックス〉、全2巻
  1. 2011年6月22日第1刷発行（2011年6月7日発売[17]）、ISBN 978-4-8322-6974-3
  2. 2012年7月21日第1刷発行（2012年7月6日発売[17]）、ISBN 978-4-8322-5093-2